# Trochosa magna
Trochosa magna là một loài nhện trong họ Lycosidae.
Loài này thuộc chi Trochosa. Trochosa magna được Carl Friedrich Roewer miêu tả năm 1960.